# Stemettes
Stemettes es una empresa social qué apoya a mujeres de 5 a 22 años para estudiar carreras en Ciencia, Tecnología, Ingeniería y Matemática (CTIM). Stemettes, organiza paneles, hackatones, el programa de tutoría Estudiante a Stemette apoyado por el Banco Alemán, una incubadora Outbox y la aplicación, OtotheB, una plataforma en línea para mujeres interesadas en CTIM y la creación de empresas.

## Historia
Stemettes comenzó en 2013 por la matemática británica y niña prodigio en computación Anne-Marie Imafidon. En 2015, Jacquelyn Guderley se convirtió en la co-fundadora de Stemettes junto a Imafidon.
Las Stemettes se han asociado con diversas las organizaciones, entre ellas el Banco Alemán, Salesforce, Accenture, Banco de América Merrill Lynch, BP y Microsoft. 
Esta es una asociación que trabaja, sobre todo en Gran Bretaña e Irlanda,  para inspirar y alentar a las jóvenes a estudiar carreras científicas (ciencia, tecnología, ingenierías y matemáticas) conocidas como STEM.

## Incubadora Outbox
Por seis semanas de julio a agosto de 2015, las Stemettes crearon la incubadora Outbox en Londres. Esta incubadora residencial para chicas con interés en las CTIM se llegó a conocer como la casa de "X-men" para chicas.
En febrero de 2016, la incubadora Outbox lanzó oficialmente la aplicación OtotheB. Esta aplicación es una plataforma en línea para las chicas interesadas en CTIM y la creación de empresas. La aplicación ha sido bien recibida por algunas figuras de CTIM como la académica y defensora Sue Black, quién describió la aplicación como “…un fantástico recurso para mujeres jóvenes interesadas en tecnología”.

## Premios y reconocimientos
Stemettes fue nombrada como la Organización de Impacto Digital europea del Año en octubre 2014 por el Instituto de Liderazgo Digital.